# ستيفن جي. رودس
ستيفن جي. رودس (بالإنجليزية: Stephen G. Rhodes)‏ هو فنان ورسام أمريكي، ولد في 1977.